# Csányi Dániel
Csányi Dániel (Nagybánya, 1820. január 20. – Debrecen, 1867. január 20.) matematikus, vízépítő mérnök, főiskolai tanár.

## Élete
Csányi József református lelkész fia volt. Középiskoláit a máramarosszigeti algimnáziumban és a debreceni főiskolában, a jogot Kassán végezte, majd a bécsi polytechnikumra ment, ahol különösen a vízépítészetet tanulta. 1843-ban a pozsonyi országgyűlésen egy időre Széchenyi István gróf titkára volt; később mint Tisza-szabályozási mérnök nyert alkalmazást. 1848-ban a Székelyföldre ment egy ottan állítandó huszárezred szervezésére. 1849 februárjában Debrecenben találkozott Klapka Györggyel, aki őt magával vitte Komáromba, ahol a védművek munkálatainak vezetését bízta reá. A kapituláció után Debrecenbe ment, ahol egy évig gazdálkodással foglalkozott. 1850 végén a debreceni főiskola fizika tanszékére hívták meg. 1851. december 19-én a szabadságharcban való részvételéért elfogták és másfélévi vallató fogság után 12 évi fogságra ítélték, és csaknem hat évig volt fogva, míg 1857. május 14-én kiszabadult. Előbb a debreceni István-gőzmalomnál, majd a kereskedelmi kamaránál nyert alkalmazást. Az 1861. évi országgyűlésre képviselőnek választották. A feloszlatás után újra elfoglalta a debreceni kollégiumban a számára újonnan állított felsőbb mértani és csillagászati tanszéket. A Magyar Tudományos Akadémia 1863. január 13-án választotta levelező tagjai sorába. 1867. január 22-én Révész Imre tartott fölötte halotti prédikációt.

## Munkái
- A számtan elemei közönséges számokban. I. rész. A négy első számvetési munkálatok egész- és törtszámokban. Debreczen, 1859. (Azóta többször utánnyomatott év nélkül.)
- Kiadta Kerekes Ferenc Felsőbb mértanát 1862-ben.

Fogságában matematikai rendszer kidolgozásán működött. és itt készített munkái: Differentialis számvetés és Felsőbb analysis kéziratban vannak, valamint a Tájékozás a mértan rendszere felett (1863.)
- Politikai cikket írt a Márczius Tizenötödikébe (1848. 77. sz.), gazdasági s matematikai dolgozatokat pedig a Társalkodóba (1841), Magyar Gazdába (1842), Gazd. Lapokba (1857. 39. 40. sz. névtelenül és 1858. 25–31. sz.), Magyar Sajtóba (1862).
- Akadémiai székfoglaló értekezése: Rövid tájékozás a mértan rendszere felett. (Akad. Ért. Math. és Term. oszt. V. 1865. 2.)